# Classe Ise
La classe Ise (伊勢?) fu una classe di navi da battaglia della Marina imperiale giapponese, costruite prima della prima guerra mondiale. Il nome era in omaggio alla vecchia provincia di Ise.

## Progetto
Originariamente destinate a essere navi sorelle delle precedenti navi da battaglia della classe Fuso, le navi della classe Ise furono sufficientemente differenti da meritare una classificazione separata.
Tra le principali differenze vi furono un ponte di prua più corto, un armamento secondario disposto più compatto, con la maggior parte dei cannoni anteriori posti più a poppa che nelle Fuso, torrette e ciminiere più vicini. Come sulla maggior parte delle navi da battaglia dell'epoca, l'armamento secondario era posto in casematte, i cui cannoni di prua spesso si dimostrarono inutilizzabili con ogni condizione di mare. Come sulle altre navi giapponesi dell'epoca, le caldaie erano alimentate da bruciatori misti, funzionanti sia a carbone che a olio combustibile.
L'armamento secondario prevedeva, da progetto, dei cannoni Vickers da 152 mm lunghi 50 calibri (L/50) di costruzione britannica, ma alla fine furono adottati dei cannoni di fabbricazione giapponese da 140 mm L/50. Per gli standard dell'epoca, i cannoni dell'armamento secondario doveva essere tali che i loro proiettili potevano essere trasportati da un uomo solo, e secondo l'opinione di alcuni osservatori dell'epoca l'adozione di calibro più leggero fu motivato dal fatto che i marinai giapponesi erano di costituzione più esile di quelli britannici. Infine, come per le altre navi giapponesi ricostruite in quel periodo, fu adottato come sovrastruttura il tipico albero a pagoda.

## Modifiche
Durante la prima guerra mondiale, come le loro cugine della classe Fuso, non presero parte ad alcuna azione significativa, essendo generalmente in esubero ai compiti della Marina imperiale.
Intorno al 1921 furono aggiunti 4 cannoni contraerei da 3" (76,2 mm)/40 e sempre negli anni venti l'elevazione dei cannoni principali venne portata dai -5°/+25° iniziali a -5°/+33°. Venne installata una catapulta sul cassero, mentre una seconda catapulta, destinata al lancio di aerei da ricognizione fu installata a poppa con un complemento di uno o due aerei.
Le corazzate classe Ise furono ricostruite negli anni trenta, all'interno di un più vasto programma teso a migliorare le prestazioni in combattimento delle navi da guerra giapponesi. Tali modifiche si resero necessarie a seguito del Trattato navale di Washington, che poneva pesanti limitazioni alla costruzione di nuove corazzate. In particolare, a seguito della ricostruzione le navi subirono le seguenti modifiche:
- Il dislocamento aumentò a 36.374 (Ise), 36.578 (Hyuga)
- La lunghezza aumentò a 215,80 m (globale); 213,36 m (linea di galleggiamento), la larghezza a 31,7 m; il pescaggio a 9,21 m
- Le 24 caldaie miste carbone/petrolio furono sostituite con 8 caldaie a petrolio (la potenza aumentò a 80.000 CV e la capacità dei serbatoi di 5.313 t)
- La corazzatura del ponte di mezzo fu portata a 96mm e quella del ponte superiore a 51mm. Non son noti i dati sui miglioramenti alla protezione delle barbette e delle torrette.
- L'armamento fu rinnovato:
  - 12 cannoni da 14" 356(mm)/45 (6 torri binate)
  - 16 cannoni da 5,5" (140mm)/50 (in barbetta)
  - 8 cannoni da 12,7 cm (127mm)/40 Tipo 89 (4 installazioni binate)
  - 20 cannoni antiaerei da 25mm
- Equipaggio: 1.376 uomini
- Aerei: 3 aerei da ricognizione

Furono inoltre migliorate il controllo di tiro e le protezioni interne. L'elevazione dei cannoni principali fu ulteriormente aumentata portandola a -5°/+43°, eccetto che per i cannoni di poppa.

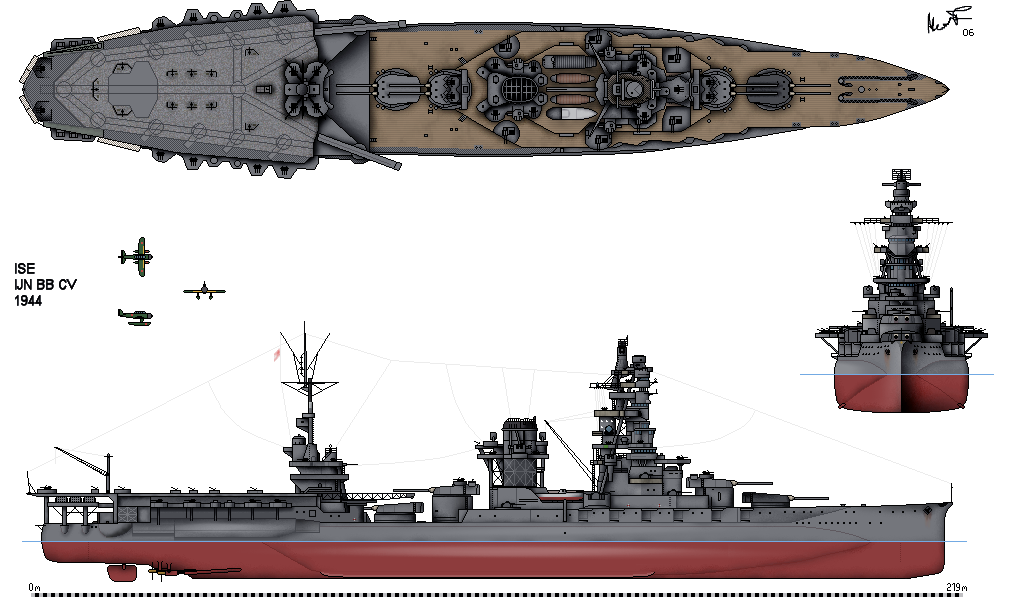
Schema della Ise in configurazione nave da battaglia/portaerei nel 1944

Nel 1943, durante la seconda guerra mondiale per compensare parzialmente la perdita delle portaerei alla battaglia delle Midway, entrambe le navi di questa classe furono convertite parzialmente in navi appoggio idrovolanti, rimuovendo le torrette dei cannoni di poppa per rimpiazzarle da un hangar sormontato da un ponte di volo. Gli aerei avrebbero dovuto essere lanciati da una catapulta e recuperati dal mare mediante una gru. Era previsto un complemento di 14 bombardieri in picchiata Yokosuka D4Y Suisei, cambiati successivamente in idrovolanti Aichi E16A. Ma, a causa della scarsità di aerei e piloti divenuta cronica nelle ultime fasi del conflitto, nessuna delle due navi fu mai effettivamente equipaggiata con aerei.
Nella conversione tutte le batterie secondarie da 5.5 pollici furono rimosse, i cannoni da 12,7 cm aumentati a 16 (in 8 installazioni binate) e i cannoni antiaerei da 25mm portati 57. Nel giugno 1944 i cannoni antiaerei da 25mm furono incrementati a 104, e a settembre furono aggiunti 6 lanciarazzi da 12 cm. In ottobre furono rimosse le catapulte per il lancio degli aerei.

## Navi
Ci furono due navi di questa classe:
| Nome  | Cantiere             | Impostata      | Varata           | Completata       | Ricostruita      | Fato finale               |
| ----- | -------------------- | -------------- | ---------------- | ---------------- | ---------------- | ------------------------- |
| Ise   | Kawasaki, Kōbe       | 10 maggio 1915 | 12 novembre 1916 | 15 dicembre 1917 | 23 marzo 1937    | Affondata, 28 luglio 1945 |
| Hyuga | Mitsubishi, Nagasaki | 6 maggio 1915  | 27 gennaio 1917  | 30 aprile 1918   | 7 settembre 1936 | Affondata, 24 luglio 1945 |

Tutte e due furono gravemente danneggiate nella battaglia del Golfo di Leyte del 25 ottobre 1944. Ritornarono ai cantieri navali di Kure e non presero parte a ulteriori operazioni. Furono attaccate dagli aerei statunitensi in una serie di raid e affondate nei loro ormeggi in acque basse.